# Hypocrita bicolorata
Hypocrita bicolorata là một loài bướm đêm thuộc phân họ Arctiinae, họ Erebidae.